# Élisabeth-Dorothée de Hohenlohe-Waldenbourg-Schillingsfürst
Élisabeth Dorothée de Hohenlohe-Waldenbourg-Schillingsfürst (en allemand Elisabeth Dorothea von Hohenlohe-Waldenburg-Schillingsfürst) est née à Schillingsfürst (Allemagne) le 27 août 1617 et meurt à Fürstenau le 12 novembre 1655. Elle est une noble allemande, fille du comte Georges-Frédéric II de Hohenlohe-Waldenbourg-Schillingsfürst (1595-1635) et de la princesse Dorothée-Sophie de Solms-Hohensolms (1595-1650). 

## Mariage et descendance
Le 26 juillet 1635, elle se marie à Francfort avec le comte Georges-Albert Ier d'Erbach-Schönberg (1597-1647), fils de Georges III d'Erbach (1548-1605) et de Marie de Barby-Mühlingen (1563-1619). Le couple a neuf enfants :
- Georges-Frédéric d'Erbach-Breuberg (6 octobre 1636 – 23 avril 1653) ;
- Guillaume-Louis (né et mort le 7 décembre 1637) ;
- Sophie-Elisabeth (13 mai 1640 – 18 juin 1641) ;
- Julienne-Christine-Elisabeth (10 septembre 1641 – 26 novembre 1692), mariée le 12 décembre 1660 à Salentin Ernest de Manderscheid à Blankenheim ;
- Georges-Louis d'Erbach-Erbach (8 mai 1643 – 30 avril 1693) ;
- George Albert (14 mai 1644 – 27 mars 1645) ;
- Mauritia Suzanne (30 mars 1645 – 17 novembre 1645) ;
- Georges IV d'Erbach-Fürstenau (12 mai 1646 – 20 juin 1678) ;
- Georges-Albert II d'Erbach-Fürstenau (à titre posthume 26 février 1648 – 23 mars 1717).